# Beauharnois
Beauharnois är en stad (kommun av typen ville) i provinsen Québec i Kanada. Den ligger i regionen Montérégie, i den sydöstra delen av landet, 140 km öster om huvudstaden Ottawa. Antalet invånare var 13 638 vid folkräkningen 2021.
Staden utvidgades 2002 med Maple Grove och Melocheville. Vid folkräkningen 2021 avgränsade Statistique Canada Melocheville som en tätort (centre de population) medan övrig tätbebyggelse i staden ingick i tätorten Châteauguay.